# Mar Szachlufa
Mar Szachlufa zwany też Szachlupą z Kaszkar był jednym z legendarnych zwierzchników Kościoła Wschodu. Według tradycji sprawował urząd biskupi między 220 a 224 rokiem.
Mimo iż część uczonych, na przykład J. M. Fiey, jeden z najwybitniejszych znawców dziejów Kościoła Wschodu, podaje w wątpliwość jego istnienie to nadal jest on umieszczany na liście patriarchów. Fiey twierdzi że postać Mar Szachlufy, biskupa Seleucji- Ktezyfonu, została wymyślona w VI wieku w celu zapełnienia luki między legendarnym Marim, uznawanym za ojca kościoła perskiego a Mar Papą bar Gaggią, pierwszym historycznie potwierdzonym biskupem Seleucji- Ktezyfonu. 

## Życie
Fragment Kroniki Bar Hebraeusa:

Po Mar Ahha, Mar Szachlufa. Pochodził on z Kaszkar. Po śmierci Mar Ahhy biskupi ze wschodu zebrali się i konsekrowali go. Był pierwszym Katolikosem konsekrowanym przez biskupstwa wschodnie. Zmarł w Seleucji po dwudziestu latach pontyfikatu.